# Alfred von Kraus
Alfred von Kraus (Pardubice, 7 aprile 1824 – Vienna, 28 febbraio 1909) è stato un poliziotto austriaco,  inquisitore dei martiri di Belfiore del 1852-1853 e dei processi di Parma del 1854-1856.

## Biografia
Alfred Kraus nacque a Pardubice in Boemia nel 1824, figlio di un fattore israelita. Trasferitosi a Praga all'età di 13 anni, vi frequentò il ginnasio e successivamente si laureò in legge. Pur provenendo da una famiglia osservante, in seguito alla laurea accettò il battesimo. Entrò nella giustizia militare austriaca nel 1849 venendo impiegato in Italia. Il patriota Felice Orsini scrisse che Kraus era di origine israelita e si battezzò ortodosso per far carriera, mentre lo storico Alessandro Luzio, che ebbe modo di intervistarlo ormai anziano a Vienna agli inizi del Novecento, lo definì il “mal genio dei processi” contro i patrioti italiani.
Fu un integerrimo tenente inquisitore a Mantova. Difatti, nel febbraio 1852 fu trasferito da Milano come auditore in quella città come sostituto del capitano Carl Pichler von Deeben e il suo arrivo fu salutato favorevolmente dagli ambienti liberali locali correndo voce che il nuovo auditore fosse "più umano del precedente", supposizione poi smentita duramente dai fatti. Le sue indagini condurranno alla morte la maggior parte dei patrioti accusati. Lo storico Carlo Tivaroni descrive Kraus, in quei giorni, come un "giovine dalla faccia livida e dagli occhi incavati, dalla guardatura vivissima, dal sorriso infernale, ora è mellifluo, ora sarcastico, ora minaccioso".
Poco dopo la Gazzetta di Milano annunciò che era stata conferita la croce di argento al merito al capitano auditore Carl Pichler von Deeben ed al 1° tenente uditore Alfred Kraus, "in ricognizione dello zelo ed avvedutezza spiegata nel loro ufficio" istruendo il processo per alto tradimento a Mantova.
Nel 1854 a seguito dell'uccisione di Carlo III di Parma e del tentativo di sommossa mazziniana, Alfred Kraus fu incaricato delle indagini giudiziarie che portarono alla condanna a morte di alcuni patrioti.
Successivamente entrò nel servizio militare, nel corpo degli aiutanti, con il grado di capitano. Venne nominato, con il grado di maggiore, aiutante di campo del Generale Degenfeld, ministro della guerra. Per diversi anni collaborò con la corte militare imperiale, presso la quale ricoprì l'incarico di vice presidente tra il 1869 ed il 1880.
Nell'aprile del 1881, Kraus venne nominato presidente della suprema corte militare e venne insignito dell'Ordine della Corona Ferrea di seconda classe. Nel luglio del medesimo anno divenne governatore generale della Boemia, incarico che mantenne sino al 1889.

### Governatore in Boemia
Nel 1880 fu promosso al grado di c. A. Feldmaresciallo e nell'aprile 1881 Cavaliere dell'Ordine della Corona Ferrea, II. la classe ricevette il titolo di signore libero . Dall'aprile 1881 fu presidente dell'Alta corte militare (Militär-Obergericht) di Vienna, ma già nel luglio dello stesso anno fu trasferito a Praga come amministratore temporaneo del governatorato della Boemia. Fu convocato a Praga grazie alla fiducia di Francesco Giuseppe e il suo mandato iniziò in un periodo di crescente tensione tra cechi e tedeschi, dopo le rivolte di Chuchle e il licenziamento del precedente governatore, Philipp Weber, che non era riuscito a gestire la situazione. Kraus fu ufficialmente nominato governatore ceco il 2 aprile 1882 e ricoprì la carica per sette anni. Nel 1882, divenne anche ca k. dal consiglio privato . Riuscì a calmare in parte le tensioni tra Cechi e Tedeschi, ma nonostante simpatizzasse sostanzialmente con i Cechi, la stampa ceca dell'epoca lo giudicò piuttosto negativamente a causa della sua indecisione e delle concessioni fatte ai tedeschi. Il suo ultimo atto in carica fu lo scioglimento dell'Academic Readers' Association nel 1889. Fu rimosso dall'incarico nel settembre 1889 e ricevette la Gran Croce dell'Ordine di Leopoldo al momento del suo pensionamento. Il conte František Thun-Hohenstein divenne il nuovo governatore della Boemia.
Fu posto in congedo con il grado di tenente generale nel 1896.
Morì a Vienna nel 1909.